# Негрешть (Алба)
Негрешть, Негрешті (рум. Negrești) — село у повіті Алба в Румунії. Входить до складу комуни Могош.
Село розташоване на відстані 297 км на північний захід від Бухареста, 29 км на північний захід від Алба-Юлії, 60 км на південь від Клуж-Напоки.

## Населення
За даними перепису населення 2002 року у селі проживали 16 осіб, усі — румуни. Усі жителі села рідною мовою назвали румунську.